# 凶靈
是1976年美國超自然恐怖電影，改編自史蒂芬·金的1974年同名小說。本片由白賴仁·龐馬執導，保羅·莫納什監製，勞倫斯·D·寇恩編劇。
本片得到兩項奧斯卡金像獎提名，一項是茜絲·史治所飾演的標題角色，另一項是派珀·劳瑞飾演的虐待狂母親。電影的其他配角有南茜·艾倫、威廉·凱特、艾米·歐文和尊·特拉華達。這是《凶靈》系列的第一部作品，也是改編史蒂芬·金的超過100部作品的第一部電影。
2022年12月，美國國家電影保護局宣佈將該片列入國家影片登記表永久保存。

## 演員
- 西西·史派克 飾演 嘉莉·懷特（英语：Carrie White）
- 派珀·劳瑞 飾演 瑪格莉特·懷特（英语：Margaret White (Stephen King)）
- 艾米·歐文（英语：Amy Irving） 飾演 蘇·史耐爾（英语：Sue Snell）
- 威廉·凱特（英语：William Katt） 飾演 湯米·羅斯
- 貝蒂·伯克利（英语：Betty Buckley） 飾演 柯林斯老師（英语：Rita Desjardin）
- 南茜·艾倫 飾演 克莉絲·哈金森
- 約翰·屈伏塔 飾演 比利·諾蘭
- P·J·索爾絲（英语：P. J. Soles） 飾演 Norma Watson
- 悉尼·拉西克（英语：Sydney Lassick） 飾演 Mr. Fromm
- 斯特凡·吉拉什（英语：Stefan Gierasch） 飾演 Principal Morton
- 普里西拉·波因特（英语：Priscilla Pointer） 飾演 Mrs. Snell

## 相關作品
小說被多次重製改編。

### 續集
《邪氣逼人》於1999年上映。以另一個有心靈能力的青年人為主角。電影普遍地得到負面評價及票房失敗。艾米·歐文在上一部電影後再次飾演蘇·史耐爾。

### 2002年電視電影
2002年根據史蒂芬·金小說的電視電影上映，Angela Bettis飾演與作品同名的角色。電影將故事升級至現代設定和技術，同時地試圖忠於原著小說的結構、故事及詳細事件。然而，結局徹底地改變：電影中嘉莉殺死了他母親，其後嘉莉被蘇經由心肺復甦救回，開車送她到佛羅里達州躲藏，以代替殺死他母親後自殺的結局。這個新結局與小說完全有所區別，也標誌着電影被用作一部未被實現的《魔女嘉莉》電視劇試播集。新結局中，被獲救的嘉莉發誓會去幫助其他擁有相似天賦能力的人。雖然Bettis的演出被受高度讚揚，但電影被很多評論家批評為不如原版。

### 2013年電影
2011年5月，美高梅和銀幕珍寶影業宣佈《魔女嘉莉》再次被改編成電影。劇作家Roberto Aguirre-Sacasa寫了一個「更忠於金的原著小說改編」劇本，而Aguirre-Sacasa於2008年改編過金的小說《末日逼近》為漫畫書形式。
嘉莉·懷特由16歲的女演員克蘿伊·摩蕾茲飾演。茱莉安·摩爾飾演嘉莉的母親瑪格莉特·懷特，加布瑞拉·王爾德飾演蘇·史耐爾。艾力克斯·羅素和百老匯演員安塞爾·埃爾葛特分別飾演比利·諾蘭和湯米·羅斯。波西亞·布林迪飾演克莉絲·哈金森，茱蒂·葛瑞兒飾演麗塔·德賈丹。
金佰利·皮爾士，執導新改編作品，而她最知名的作品是《沒哭聲的抉擇》。電影於2013年10月18日上映，評價褒貶不一。
結局雖然遵從原作（嘉莉殺死了母親後自殺）但也做了不少改編，但是蘇也在場，嘉莉原先想殺死蘇，但意外藉由念動力發現蘇懷了一個女兒的事實，於是在用石頭毀掉自家時先把蘇用念動力安全的送出家門。最後，蘇帶著花束去祭拜嘉莉之後，嘉莉的墓碑碎裂開來，暗示嘉莉依然存活。

## 外部連結
- 互联网电影数据库（IMDb）上《Carrie》的资料（英文）
- Box Office Mojo上《Carrie》的資料（英文）
- 爛番茄上《Carrie》的資料（英文）